# Treinbeveiliging

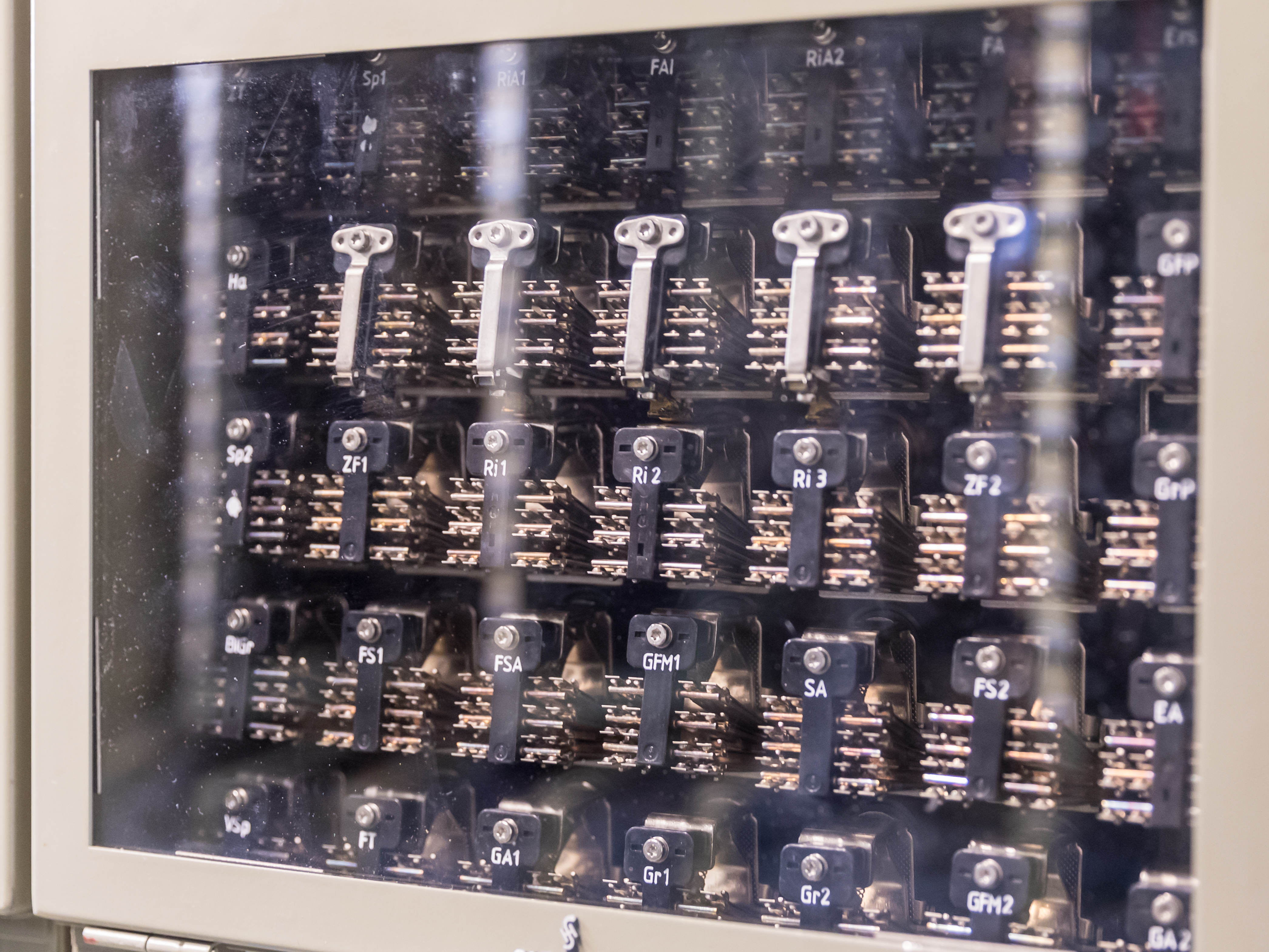
Relaiskast, onderdeel van de spoorbeveiliging in Keulen, 6 februari 2020

Treinbeveiliging, soms spoorbeveiliging of spoorwegbeveiliging, is een combinatie van organisatorische en technische maatregelen voor de veiligheid van het treinverkeer. De termen trein- en spoorbeveiliging zijn in het spoorwegjargon niet gebruikelijk en niet nauwkeurig omschreven.
Treinbeïnvloeding is een aspect van treinbeveiliging of wordt als synoniem gezien. Treinbeïnvloeding helpt machinisten te voorkomen sneller of verder te rijden dan wat spoorwegseinen toestaan. Spoorbeveiliging kan opgevat worden als blokstelsel en rijwegbeveiliging. Met deze systemen worden wissels en seinen bediend. Ze voorkomen zoveel mogelijk dat bedieningshandelingen tot gevaarlijke situaties leiden. De kwaliteit en onderhoudsstaat van de spoorbaan en het spoorwegmaterieel worden niet onder het begrip treinbeveiliging of spoorbeveiliging gerekend, maar zijn wel belangrijk voor de veiligheid van het spoorverkeer.

## Ontwikkeling

### Beveiligingen op basis van dienstregelingen en afspraken
Vanaf 1825 verschenen de eerste treindiensten. De veiligheid van het in die tijd weinig drukke treinverkeer werd bereikt door zich goed aan de dienstregeling te houden. Als een trein zo vertraagd was dat de volgende trein een gevaar zou kunnen vormen werden bijvoorbeeld vlaggen langs de rails geplaatst om de machinist van de volgende trein te waarschuwen dat er mogelijk een trein dicht voor hem reed. Bij enkelsporige baanvakken reden treinen in afwisselende richtingen, en wachtte een trein op de plaats waar treinen elkaar moesten kruisen tot de trein uit de tegenrichting aankwam, ook als deze vertraagd was. Ook tegenwoordig zijn er nog spoorlijnen die niet met seinen beveiligd zijn. In deze situaties houdt een treindienstleider overzicht over waar treinen zich bevinden en geeft toestemming aan treinen om te rijden. In de Verenigde Staten wordt een lijn of een gebied waar het treinverkeer op deze manier wordt geregeld een 'dark area' genoemd, omdat er geen seinlichten zijn.

### Beveiligingen op basis van mechanica

#### spoorbeveiligingen
In 1834 verschenen de eerste seinen langs de spoorbaan. Het gebruik van seinen werd dringender naarmate de snelheid van treinen toenam en het treinverkeer intensiever werd. De eerste vorm van beveiliging waarbij het onmogelijk was om een sein op veilig te zetten terwijl een wissel in de verkeerde stond verscheen waarschijnlijk in 1843 of 1844. Uiteindelijk werden mechanische systemen ontwikkeld die het onmogelijk maakten om seinen op veilig te zetten als dat niet veilig was, of om wissels om te zetten als een sein dat toegang naar dat wissel gaf al op veilig was gezet. In Engelstalige landen worden systemen die deze vormen van beveiliging bieden 'interlockings' genoemd. Vaak worden ook de wissels zelf bij die term gerekend. In Nederland worden deze systemen 'rijwegbeveiligingen' of 'vergrendelingen' genoemd. Toen de telegraaf zijn intrede deed werd het mogelijk interlockings aan elkaar te koppelen, waardoor complete stationsbeveiligingen mogelijk werden. De telegraaf bracht ook een sterke verbetering van de blokbeveiliging met zich mee.

#### Treinbeveiligingen
In 1865 vond een eerste proef plaats met een mechanische vorm van treinbeïnvloeding. Hierbij werd de trein bij het passeren van een onveilig sein niet automatisch tot stoppen gedwongen, maar hoorde de machinist een geluidsignaal. Vanaf 1880 werden er proeven gedaan met systemen waarbij treinen wel automatisch tot stilstand kwamen. Vanaf 1890 waren dergelijke systemen klaar voor permanent gebruik. Bij de S-Bahn van Berlijn is tot 2023 een mechanische vorm van treinbeïnvloeding in gebruik, die 'Bernauer Fahrsperre' wordt genoemd.

### Beveiligingen op basis van elektromechanica

#### Spoorbeveiligingen
In het eerste decennium van de twintigste eeuw werd een automatisch blokstelsel op basis van relais succesvol geïntroduceerd bij de Pennsylvania Railroad. In de jaren twintig werd deze techniek steeds breder toegepast. In de jaren dertig werden ook de eerste stationsbeveiligingen op basis van relaistechniek ontwikkeld. De NX-beveiliging is hiervan een bekend voorbeeld.

#### Treinbeveiligingen
Ook in de jaren dertig van de twintigste eeuw kwamen treinbeïnvloedingssystemen in gebruik die gebruik maakten van relais, en voor de communicatie van magnetische inductie. Bekende voorbeelden van systemen die in de jaren dertig zijn ontwikkeld en ook nu nog in gebruik zijn, zijn:
- Pulse code cab signaling uit de Verenigde Staten, in Nederland bekend als ATB-EG.
- Memor uit België.
- Punktförmige Zugbeeinflussung (PZB), ook bekend als Indusi, wat staat voor induktive Zugsicherung, uit Duitsland.

### Beveiligingen op basis van micro-elektronica
Vanaf de jaren negentig van de twintigste eeuw ontstonden systemen op basis van micro-electronica. Seingeving en treinbeïnvloeding zijn geïntegreerd. Computers zorgen voor de veiligheidslogica en radiosystemen voor de communicatie. Bekende systemen zijn:
- Communications-Based Train Control (CBTC). Dit systeem wordt toegepast in metrosystemen en is daar defacto standaard. Het systeem omvat niet alleen seingeving en treinbeïnvloeding, maar ook de verkeersleiding. CBTC-systemen zijn niet interoperabel.
- European Rail Traffic Management System (ERTMS). Dit systeem wordt langzaamaan ingevoerd in Europa. ERTMS combineert seingeving en treinbeïnvloeding en biedt weinig functies aan die de verkeersleiding ondersteunen. ERTMS-systemen zijn in principe interoperabel, maar door verschillende oorzaken is de interoperabiliteit van ERTMS (nog) niet vlekkeloos[11].
- Positive Train Control. Dit systeem wordt in de Verenigde Staten ingevoerd. Het lijkt op ERTMS, maar ERTMS is meer gespecificeerd, wat nodig is om interoperabiliteit te bieden. Anderzijds biedt PTC maar biedt meer functies voor verkeersleiding dan ERTMS.

## Verwijzingen
1. ↑  (en) Solomon, Brian (2010). Railroad signalling. Voyageur Press, Minneapolis, Minnesota, USA, pagina's 10 en 17. ISBN 978 0 7603 3881 0.
2. ↑  (en) Solomon, Brian (2010). Railroad signalling. Voyageur Press, Minneapolis, Minnesota, USA, pagina 17. ISBN 978 0 7603 3881 0.
3. ↑  (en) Solomon, Brian (2010). Railroad signalling. Voyageur Press, Minneapolis, Minnesota, USA, pagina's 23 - 26. ISBN 978 0 7603 3881 0.
4. ↑  (en) Solomon, Brian (2010). Railroad signalling. Voyageur Press, Minneapolis, Minnesota, USA, pagina's 26 - 31. ISBN 978 0 7603 3881 0.
5. ↑  Dit voorbeeld was 'Anderson's Audible Signal', geïntroduceerd bij de North British Railway tussen Carlisle en Edinburgh. Op een locomotief of remwagen werd een gong geluid als een beugel onder de locomotief of onder het rijtuig tegen een houten blok stootte. Dit houten blok was verbonden met een sein. Bij een onveilig sein werd het verschoven naar een positie waar het geraakt zou worden door de beugels onder de trein, bij een veilig sein werd het blok opzij geschoven.
6. ↑  (en) Solomon, Brian (2010). Railroad signalling. Voyageur Press, Minneapolis, Minnesota, USA, pagina 137. ISBN 978 0 7603 3881 0.
7. ↑  (de) Olaf Hoell, Bernauer Fahrsperre der Berliner S-Bahn. S-Bahn-Galerie (20 mei 2020). Geraadpleegd op 25 augustus 2021. “Die mechanische Fahrsperreneinrichtung [wird] bis 2023 durch das neu elektronische System ZBS (Zugbeeinflussung S-Bahn) abgelöst.”
8. ↑  (en) Solomon, Brian (2010). Railroad signalling. Voyageur Press, Minneapolis, Minnesota, USA, pagina 34. ISBN 978 0 7603 3881 0.
9. ↑  (en) Solomon, Brian (2010). Railroad signalling. Voyageur Press, Minneapolis, Minnesota, USA, pagina 84. ISBN 978 0 7603 3881 0.
10. ↑  (en) Solomon, Brian (2010). Railroad signalling. Voyageur Press, Minneapolis, Minnesota, USA, pagina 138. ISBN 978 0 7603 3881 0.
11. ↑  Europese rekenkamer, Speciaal verslag nr. 13/2017: Eén Europees beheersysteem voor het spoorverkeer: zal de politieke keuze ooit werkelijkheid worden? (pdf) pagina 10 (3 oktober 2017). “Problemen met de compatibiliteit van de verschillende geïnstalleerde versies (...) hebben (...) negatieve gevolgen voor de individuele businesscase voor infrastructuurbeheerders en spoorwegondernemingen.”